# Abate animal

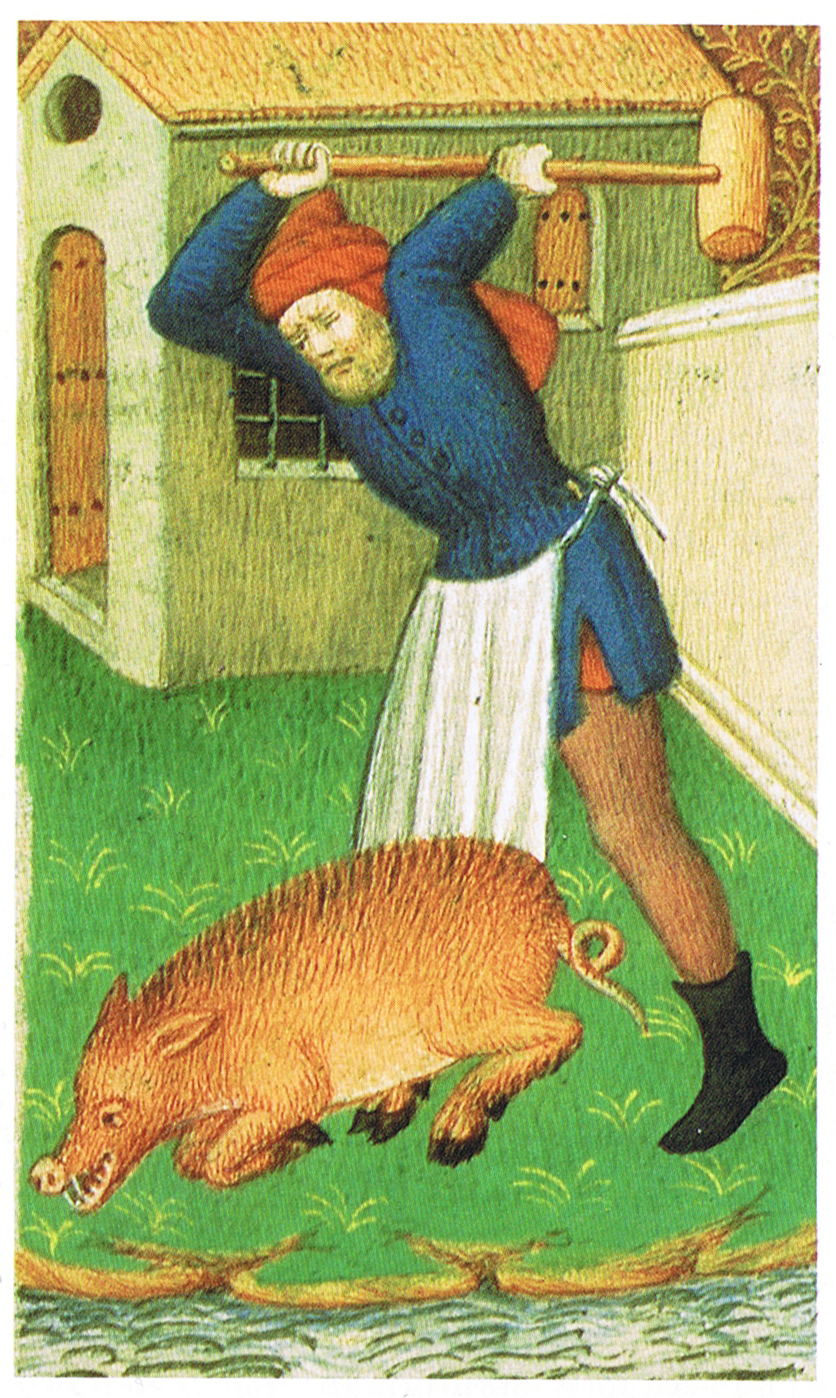
Abate de um porco na Idade Média

O Abate é a matança de animais, geralmente de animais domesticados para o uso alimentar e/ou de sua pele e couro.
Os animais mais comumente abatidos para alimentação são bovinos (carne de boi e búfalo), ovinos (carne de cordeiro), caprinos (carne de carneiro), suínos (porco), equinos (carne de cavalo), e aves (em grande parte frango, peru e pato), e cada vez mais aquicultura (criação de peixes).
Refere-se também, por extensão, à matança de animais para limitar a população de uma espécie, eliminar animais considerados nocivos ou perigosos, ou parar a propagação de doenças.

## Ética
Em 22 de Junho de 2009, o Conselho da Europa chegou a um acordo político que determina normas técnicas a serem cumpridas por estabelecimentos que realizam abate de animais visando diminuir efeitos de estresse.